# Шапел Валон
Шапел Валон (фр. Chapelle-Vallon) насеље је и општина у североисточној Француској у региону Шампањ-Арден, у департману Об која припада префектури Ножан сир Сен.
По подацима из 2011. године у општини је живело 237 становника, а густина насељености је износила 12,32 становника/km². Општина се простире на површини од 19,24 km². Налази се на средњој надморској висини од 193 метара.

## Демографија
| 1962. | 1968. | 1975. | 1982. | 1990. | 1999. | 2011. |
| ----- | ----- | ----- | ----- | ----- | ----- | ----- |
| 165   | 176   | 165   | 162   | 186   | 196   | 237   |

График промене броја становника у току последњих година